# Азеведо, Джастин
Джа́стин Азеве́до (англ. Justin Azevedo; 1 апреля 1988, Уэст-Лорн, Онтарио, Канада) — канадский хоккеист.

## Карьера
В составе сборной Канады участник юниорского чемпионата мира 2006 года.
После драфта 2008 года Джастин отправился в фарм-клуб «Лос-Анджелес Кингз» «Манчестер Монаркс», в котором провёл 4 сезона, набрав 166 (72+94) очков в 237 встречах. После «Манчестер Монаркс» поехал в Финляндию играть за клуб «Лукко Раума», выступающий в СМ-Лиге.
В 2013 году подписал контракт с пражским клубом «Лев» из КХЛ.
В финальной серии розыгрыша Кубка Гагарина-2013/14 Азеведо назван лучшим нападающим. В семи матчах он заработал 11 очков (8+3) при показателе полезности «+2». Сам же клуб канадского нападающего в финальной серии по сумме семи матчей уступил магнитогорскому «Металлургу».
В 2014 году подписал контракт с казанским клубом «Ак Барс» из КХЛ. В составе которой стал обладателем кубка Гагарина в 2018 году.
25 декабря 2020 года «Ак Барс» расторг контракт с обладателем Кубка Гагарина Азеведо. Соглашение расторгнуто по обоюдному соглашению сторон.

## Статистика
| Легенда | Легенда                    | Легенда | Легенда                   | Легенда | Легенда    |
| ------- | -------------------------- | ------- | ------------------------- | ------- | ---------- |
| И       | Количество проведённых игр | Штр     | Штрафное время            | +/−     | Плюс-минус |
| Г       | Голы                       | П       | Голевые передачи          | О       | Очки       |
| -       | Статистика неизвестна      | —       | Статистика не учитывалась |         |            |

## Достижения

### Командные
| Год  | Команда            | Достижение                                 | Достижение |
| ---- | ------------------ | ------------------------------------------ | ---------- |
| 2008 | Китченер Рейнджерс | Обладатель Кубка Джей Росса Робертсона     |            |
| 2018 | Ак Барс            | Обладатель Кубка Гагарина / чемпион России |            |
| 2020 | Ак Барс            | Серебряный призёр чемпионата России        |            |

### Личные
| Год  | Команда            | Достижение                                                | Достижение |
| ---- | ------------------ | --------------------------------------------------------- | ---------- |
| 2004 | Чатам Марунз       | Новичок года WOHL                                         |            |
| 2005 | Китченер Рейнджерс | Попадание в Сборную новичков OHL                          |            |
| 2006 | Канада (юниор.)    | Попадание в Сборную всех звёзд юниорского чемпионата мира |            |
| 2008 | Китченер Рейнджерс | Участник Матча всех звёзд CHL                             |            |
| 2008 | Китченер Рейнджерс | Обладатель «Эд Чиновет Трофи»                             |            |
| 2008 | Китченер Рейнджерс | Обладатель «Уэйн Грецки 99 Эворд»                         |            |
| 2008 | Китченер Рейнджерс | Обладатель «Ред Тилсон Трофи»                             |            |
| 2008 | Китченер Рейнджерс | Обладатель «Эдди Пауэрс Мемориал Трофи»                   |            |
| 2008 | Китченер Рейнджерс | Попадание в первую Сборную всех звёзд OHL                 |            |
| 2008 | Китченер Рейнджерс | Попадание в первую Сборную всех звёзд CHL                 |            |
| 2008 | Китченер Рейнджерс | Попадание в Сборную всех звёзд Мемориального Кубка        |            |
| 2008 | Китченер Рейнджерс | Лучший бомбардир года CHL                                 |            |
| 2008 | Китченер Рейнджерс | Лучший игрок года CHL                                     |            |
| 2008 | Китченер Рейнджерс | Лучший ассистент OHL                                      |            |
| 2013 | Лукко              | Попадание в Сборную всех звёзд SM-liiga                   |            |
| 2014 | Лев Прага          | Обладатель приза «Золотой шлем» (2)                       |            |
| 2018 | Ак Барс            | Обладатель приза «Золотой шлем» (2)                       |            |
| 2015 | Ак Барс            | Участник Матча всех звёзд КХЛ                             |            |
| 2018 | Ак Барс            | Обладатель приза «Самый ценный игрок плей-офф»            |            |